# ハレゾラ (井上苑子のアルバム)
『ハレゾラ』は、井上苑子の3枚目のミニ・アルバム。2020年4月22日にEMI RECORDSから発売された。

## 概要
「近づく恋」の先行配信が3月20日よりスタートした。

## 収録曲

### CD
1. 近づく恋（4:10）
  - 作詞・作曲：井上苑子 / 編曲：久保田真吾（Jazzin'park）
  - 資生堂 SEA BREEZE CMソング
2. ぜんぶ。（5:04）
  - 作詞・作曲：井上苑子 / 編曲：川口圭太、田中秀典
  - 映画『キスカム！～COME ON,KISS ME AGAIN!』主題歌
3. ラブリー（4:44）
  - 作詞：井上苑子 / 作曲：井上苑子、中村瑛彦 / 編曲：中村瑛彦
  - 映画『キスカム！～COME ON,KISS ME AGAIN!』挿入歌
4. リボン（4:23）
  - 作詞・作曲：井上苑子 / 編曲：佐原陽、七海
  - 明治 ザ・チョコレート「レシートソング」キャンペーンソング
5. My Way（4:11）
  - 作詞・作曲：井上苑子、柴山慧 / 編曲：Yuzuru Kusugo、柴山慧
  - 関西テレビ「ギュッとミュージック」コラボCM曲
6. 僕らの輝かしい未来（5:27）
  - 作詞・作曲：井上苑子 / 編曲：Nor
  - 「洋服の青山 2020年フレッシャーズCMソング」「私の卒業」プロジェクト メインテーマ

### DVD
「いのうえ夏祭り2019」@新木場STUDIO COAST（2019.8.10）
1. ふたり（LIVE）
2. せかいでいちばん（LIVE）
3. Making映像
4. WOWOW PLUS MUSIC「そんちゃん、22歳の休日」ダイジェスト編集版（約30分）